# 中村 (岐阜県方県郡)
中村（なかむら）は、かって岐阜県本巣郡にあった村である。
現在の岐阜市中などに該当する。
本巣郡には約1年程「中村」という自治体が2つ存在している。一つは従来から本巣郡に存在した中村。一つは方県郡の分割により本巣郡の所属となった中村である。ここでは旧・方県郡の中村について記述する。

## 歴史
- 1889年（明治22年）7月1日 - 町村制により、中村発足。
- 1897年（明治30年）4月1日[2] - 方県郡が分割され、中村は本巣郡の村となる。
- 1897年（明治30年）4月1日 - 小野村・中西郷村・上西郷村および、七郷村の一部（下西郷）と合併し、西郷村が発足。同日中村廃止。